# Albert Dolmans
Albert Dolmans (1928-2021), un peintre néerlando-américain a commencé sa carrière dans les années 1960 en Californie. Il était notamment membre de l'École de San Francisco et de la Society of Western Artists (en).

## Biographie
Né à Bréda aux Pays-Bas en 1928, il a émigré avec ses parents à Berkeley où il a grandi. Il a reçu une bourse du California College of the Arts à Oakland étudiant avec George Post, Karl Baumann et Otis Oldfield. Il s'est consacré à une carrière internationale dans les beaux-arts, partageant son temps principalement entre les États-Unis et l'Europe. Connu pour ses séjours à Saint-Paul-de-Vence, il peint beaucoup dans le village et la région. En dehors de son penchant pour le dessin, ses médiums préférés sont l'huile, l'aquarelle et le pastel.
Les peintures de Dolmans pourraient être divisées en deux groupes : les tableaux de couleurs chaudes de la Californie et du Sud de l'Europe, contrastant avec les tableaux de couleurs plus claires, contrôlées et fraîches du Nord, des Pays-Bas principalement,.
Son travail a été exposé internationalement, faisant désormais partie des collections privées et municipales. Ses tableaux ont été présentés dans trois expositions majeures. La première à La Haye en 1976 pour commémorer le bicentenaire des États-Unis, le deuxième en 1982, célébrant 200 ans de relations diplomatiques entre les États-Unis et les Pays-Bas, et plus tard la même année à San Francisco, une exposition spéciale marquant la visite de la reine des Pays-Bas à cette ville. Ses tableaux font partie de la collection permanente du Stedelijk Museum de Bréda, et l'ambassade des États-Unis à La Haye,.

## Galerie

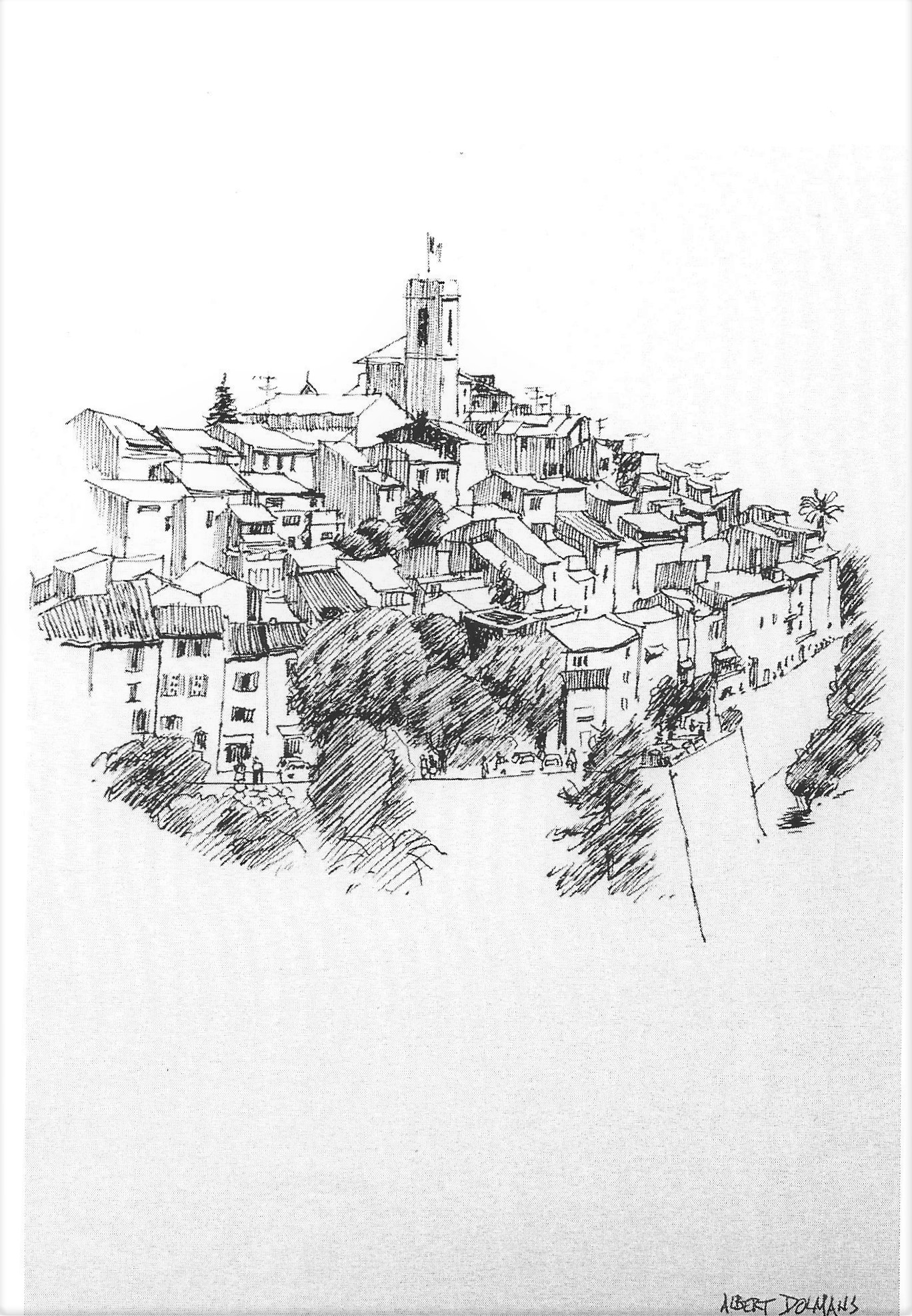
Saint-Paul-de-Vence, 1980 (encre et plume).
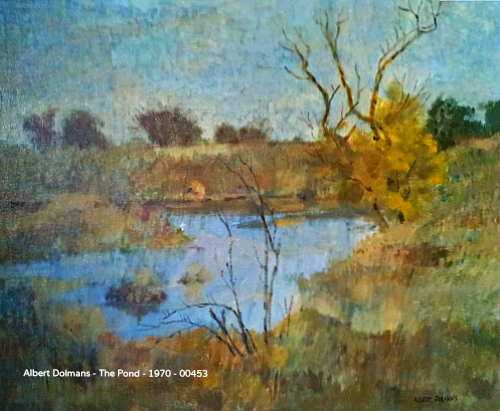
The Pond (L'Étang), 1970